# L'Identité
L'Identité est le huitième roman de l'écrivain franco-tchèque Milan Kundera. Publié aux éditions Gallimard en 1998, il s'agit du deuxième roman de Kundera rédigé en français, après La Lenteur.

## Thèmes
L'Identité explore l'évolution de la relation entre Chantal, publicitaire, et Jean-Marc, moniteur de ski, en présentant tour à tour la perspective de l'un et de l'autre en alternant les chapitres.
Le thème central du roman est la nature de l'identité et sa capacité à évoluer au fil du temps en fonction des circonstances et des fréquentations.

## Réception
À sa sortie en 1998, L'Identité est accueilli avec tiédeur par la critique qui le juge négativement en comparaison de précédents triomphes de Kundera comme L'Insoutenable Légèreté de l'être,. Le roman n'a pas fait l'objet de critiques approfondies après l'année de sa sortie.